# Hykjeberg
A Hykjeberg a Skandináv-hegységhez tartozó, déli kitettségű  különálló hegy Svédországban, Mora község területén, Älvdalen község határán. Természetvédelmi terület és népszerű kirándulási célpont, főleg a róla nyíló szép kilátás miatt.
Az 594 méter tengerszint feletti magasságú hely déli oldalán egy körülbelül 100 méter magas függőleges sziklafal van. A hegy anyaga porfír-tufa, amiben jáspis, kvarc és agát is található.
Először 1722-ben figyeltek fel, a hegy különleges növényzetére, ami a déli kitettség miatt alakult ki és maradhatott fenn; melegkedvelő növények keverednek itt a fjelleken szokásos növényekkel, mint a nemes májvirág. Carl von Linné 1734-ben látogatta meg és leírta flóráját.
A hegyre turistautak vezetnek többek között az alatta fekvő Klitten faluból. A csúcsra vezető út egy nevezetes pásztorszállás, a Hykje mellett halad el, amelyről a hegy a nevét kapta.

## Fordítás
- Ez a szócikk részben vagy egészben a Hykjeberg  című svéd Wikipédia-szócikk ezen változatának fordításán alapul.  Az eredeti cikk szerkesztőit annak laptörténete sorolja fel. Ez a jelzés csupán a megfogalmazás eredetét és a szerzői jogokat jelzi, nem szolgál a cikkben szereplő információk forrásmegjelöléseként.